# اینستیتوی اخترشناسی ماکس پلانک
اینستیتوی اخترشناسی ماکس پلانک ((به آلمانی: Max-Planck-Institut für Astronomie)) یا (MPIA) یک بنیاد پژوهشی انجمن ماکس پلانک (MPG) است. این بنیاد در هایدلبرگ، بادن-وورتمبرگ، آلمان در نزدیکی قله Königstuhl، مجاور رصدخانه نجومی رصدخانه ایالت هایدلبرگ-کونیگستول واقع شده‌است. این موسسه در درجه اول تحقیقات اساسی را در زمینهٔ علوم طبیعی در زمینهٔ اخترشناسی انجام می‌دهد.
این مؤسسه علاوه بر مشاهدات نجومی و تحقیقات نجومی خاص خود، به‌طور فعال در ساخت و توسعه ابزارهای مشاهده نیز نقش دارد. سازها یا قطعات آنها در کارگاه‌های خود مؤسسه تولید می‌شوند.